# Marea Wadden

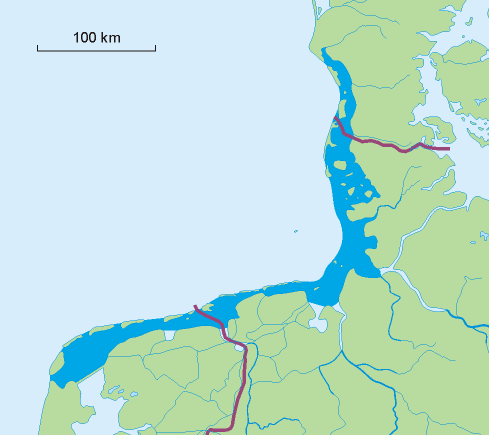
Harta cu amplasarea regiunii

Marea Wadden (în germană Wattenmeer) este o zonă tidală la Marea Nordului, ce se întinde de-a lungul coastei de vest a Danemarcei, de-a lungul coastei landurilor germane Schleswig-Holstein și Niedersachsen si de-a lungul coastei de nord a Olandei între peninsula daneză Skallingen la nord-est și comuna neerlandeză Den Helder la sud-vest. Are o lungime de 450 km, o lățime de până la 40 km și ocupă o suprafață de 9.000 km², fiind unică  în lume. În nici un loc nu se mai poate întâlni o zonă de ”watt” (porțiunea formată în  urma refluxului între țărmul Mării Nordului și insulele din apropiere) atât de vastă și cu un mozaic asemănător de nisip, dune, pajiști sărăturate și insule. Insulițele sau țărmul neîndiguit este inundat în timpul fluxului, pe un perimetru de mai mulți kilometri pătrați. Regiunea oferă adăpost unui mare număr de păsări acvatice, printre care se numără ca. 200 000 de călifari, ceea ce înseamnă cea mai mare parte a populației de călifari din Europa. Pe lângă păsări, fauna mai este reprezentată de o serie de animale mici: scoici, melci, raci și viermi, dar aici se pot întâlni și mamifere de talie mare, ca focile cenușii, care au un singur loc de reproducere în Parcul Național  Wattenmeer al landului Schleswig-Holstein. Lângă insulele Sylt și Amrum din Frislanda de Nord se găsesc cele mai importante locuri de hrănire a puilor de focă din Marea Nordului.